# Casa Gaspar (la Vall de Boí)
La Casa Gaspar és una obra de la Vall de Boí (Alta Ribagorça) inclosa a l'Inventari del Patrimoni Arquitectònic de Catalunya.

## Descripció
Casa pagesa constituïda per un edifici d'habitatge, centrat en la parcel·la i un cobert i un paller adossats a la mitgera amb casa Quel.
L'habitatge és de planta complexa, amb una coberta de pissarra amb diversos vessants, careners i aiguafons. Té semisoterrani, dos pisos i golfes i les façanes han sigut estucades recentment.
El paller és de planta rectangular amb coberta a dos vessants, recolzat sobre el camí posterior.
El cobert està adossat a la cas Quel i la seva coberta de pendent únic és continuació de la veïna.